# Coppa Volpi voor beste actrice
De Coppa Volpi voor beste actrice (Coppa Volpi per la migliore interpretazione femminile) is een Italiaanse filmprijs die jaarlijks wordt uitgereikt tijdens het Filmfestival van Venetië. De prijs is vernoemd naar graaf Giuseppe Volpi di Misurata, een van de oprichters van het festival.

## Winnaars van deCoppa Volpivoor beste actrice
| Jaar                | Acteur                     | Film                           | Nationaliteit                        |
| ------------------- | -------------------------- | ------------------------------ | ------------------------------------ |
| 1932 (1ste editie)  | Helen Hayes                | The Sin of Madelon Claudet     | Verenigde Staten                     |
| 1934 (2de editie)   | Katharine Hepburn          | Little Women                   | Verenigde Staten                     |
| 1935 (3de editie)   | Paula Wessely              | Episode                        | Oostenrijk                           |
| 1936 (4de editie)   | Annabella                  | Veille d'armes                 | Frankrijk                            |
| 1937 (5de editie)   | Bette Davis                | Marked Woman                   | Verenigde Staten                     |
| 1937 (5de editie)   | Bette Davis                | Kid Galahad                    | Verenigde Staten                     |
| 1938 (6de editie)   | Norma Shearer              | Marie Antoinette               | Verenigde Staten                     |
| 1939 (7de editie)   | Prijs werd niet uitgereikt | Prijs werd niet uitgereikt     | Prijs werd niet uitgereikt           |
| 1940 (8ste editie)  | Prijs werd niet uitgereikt | Prijs werd niet uitgereikt     | Prijs werd niet uitgereikt           |
| 1941 (9de editie)   | Luise Ullrich              | Annelie                        | Oostenrijk                           |
| 1942 (10de editie)  | Kristina Söderbaum         | Die goldene Stadt              | Zweden                               |
| 1946 (7de editie)   | Prijs werd niet uitgereikt | Prijs werd niet uitgereikt     | Prijs werd niet uitgereikt           |
| 1947 (8ste editie)  | Anna Magnani               | Angelina                       | Italië                               |
| 1948 (9de editie)   | Jean Simmons               | Hamlet                         | Verenigd Koninkrijk                  |
| 1949 (10de editie)  | Olivia de Havilland        | The Snake Pit                  | Verenigde Staten Verenigd Koninkrijk |
| 1950 (11de editie)  | Eleanor Parker             | Caged                          | Verenigde Staten                     |
| 1951 (12de editie)  | Vivien Leigh               | A Streetcar Named Desire       | Verenigd Koninkrijk                  |
| 1952 (13de editie)  | Ingrid Bergman             | Europa '51                     | Zweden                               |
| 1953 (14de editie)  | Lilli Palmer               | The Four Poster                | Duitsland                            |
| 1954 (15de editie)  | Prijs werd niet uitgereikt | Prijs werd niet uitgereikt     | Prijs werd niet uitgereikt           |
| 1955 (16de editie)  | Prijs werd niet uitgereikt | Prijs werd niet uitgereikt     | Prijs werd niet uitgereikt           |
| 1956 (17de editie)  | Maria Schell               | Gervaise                       | Oostenrijk Zwitserland               |
| 1957 (18de editie)  | Dzidra Ritenberga          | Malva                          | Sovjet-Unie                          |
| 1958 (19de editie)  | Sophia Loren               | The Black Orchid               | Italië                               |
| 1959 (20ste editie) | Madeleine Robinson         | À double tour                  | Frankrijk                            |
| 1960 (21ste editie) | Shirley MacLaine           | The Apartment                  | Verenigde Staten                     |
| 1961 (22ste editie) | Suzanne Flon               | Tu ne tueras point             | Frankrijk                            |
| 1962 (23ste editie) | Emmanuelle Riva            | Thérèse Desqueyroux            | Frankrijk                            |
| 1963 (24ste editie) | Delphine Seyrig            | Muriel ou le Temps d'un retour | Frankrijk                            |
| 1964 (25ste editie) | Harriet Andersson          | Att älska                      | Zweden                               |
| 1965 (26ste editie) | Annie Girardot             | Trois chambres à Manhattan     | Frankrijk                            |
| 1966 (27ste editie) | Natalya Arinbasarova       | Pervyy uchitel                 | Sovjet-Unie                          |
| 1967 (28ste editie) | Shirley Knight             | Dutchman                       | Verenigde Staten                     |
| 1968 (29ste editie) | Laura Betti                | Teorema                        | Italië                               |
| 1969-1982           | Prijs werd niet uitgereikt | Prijs werd niet uitgereikt     | Prijs werd niet uitgereikt           |
| 1983 (40ste editie) | Darling Légitimus          | Rue Cases Nègres               | Frankrijk                            |
| 1984 (41ste editie) | Pascale Ogier              | Les Nuits de la pleine lune    | Frankrijk                            |
| 1985 (42ste editie) | Prijs werd niet uitgereikt | Prijs werd niet uitgereikt     | Prijs werd niet uitgereikt           |
| 1986 (43ste editie) | Valeria Golino             | Storia d'amore                 | Italië                               |
| 1987 (44ste editie) | Kang Soo-yeon              | Sibaji                         | Zuid-Korea                           |
| 1988 (45ste editie) | Isabelle Huppert           | Une affaire de femmes          | Frankrijk                            |
| 1988 (45ste editie) | Shirley MacLaine           | Madame Sousatzka               | Verenigde Staten                     |
| 1989 (46ste editie) | Peggy Ashcroft             | She's Been Away                | Verenigd Koninkrijk                  |
| 1989 (46ste editie) | Geraldine James            | She's Been Away                | Verenigd Koninkrijk                  |
| 1990 (47ste editie) | Gloria Münchmeyer          | La luna en el espejo           | Chili                                |
| 1991 (48ste editie) | Tilda Swinton              | Edward II                      | Verenigd Koninkrijk                  |
| 1992 (49ste editie) | Gong Li                    | Qiu Ju da guan si              | China                                |
| 1993 (50ste editie) | Juliette Binoche           | Trois couleurs: Bleu           | Frankrijk                            |
| 1993 (50ste editie) | Anna Bonaiuto (bijrol)     | Dove siete? Io sono qui        | Italië                               |
| 1994 (51ste editie) | Maria de Medeiros          | Três Irmãos                    | Portugal                             |
| 1994 (51ste editie) | Vanessa Redgrave (bijrol)  | Little Odessa                  | Verenigd Koninkrijk                  |
| 1995 (52ste editie) | Isabelle Huppert           | La Cérémonie                   | Frankrijk                            |
| 1995 (52ste editie) | Sandrine Bonnaire          | La Cérémonie                   | Frankrijk                            |
| 1995 (52ste editie) | Isabella Ferrari (bijrol)  | Romanzo di un giovane povero   | Italië                               |
| 1996 (53ste editie) | Victoire Thivisol          | Ponette                        | Frankrijk                            |
| 1997 (54ste editie) | Robin Tunney               | Niagara, Niagara               | Verenigde Staten                     |
| 1998 (55ste editie) | Catherine Deneuve          | Place Vendôme                  | Frankrijk                            |
| 1999 (56ste editie) | Nathalie Baye              | Une liaison pornographique     | Frankrijk                            |
| 2000 (57ste editie) | Rose Byrne                 | The Goddess of 1967            | Australië                            |
| 2001 (58ste editie) | Sandra Ceccarelli          | Luce dei miei occhi            | Italië                               |
| 2002 (59ste editie) | Julianne Moore             | Far from Heaven                | Verenigde Staten                     |
| 2003 (60ste editie) | Katja Riemann              | Rosenstraße                    | Duitsland                            |
| 2004 (61ste editie) | Imelda Staunton            | Vera Drake                     | Verenigd Koninkrijk                  |
| 2005 (62ste editie) | Giovanna Mezzogiorno       | La bestia nel cuore            | Italië                               |
| 2006 (63ste editie) | Helen Mirren               | The Queen                      | Verenigd Koninkrijk                  |
| 2007 (64ste editie) | Cate Blanchett             | I'm Not There                  | Australië                            |
| 2008 (65ste editie) | Dominique Blanc            | L'autre                        | Frankrijk                            |
| 2009 (66ste editie) | Ksenia Rappoport           | La doppia ora                  | Rusland                              |
| 2010 (67ste editie) | Ariane Labed               | Attenberg                      | Frankrijk                            |
| 2011 (68ste editie) | Deanie Ip Tak-Han          | Tou ze                         | Hongkong                             |
| 2012 (69ste editie) | Hadas Yaron                | Lemale et ha'halal             | Israël                               |
| 2013 (70ste editie) | Elena Cotta                | Una Via a Palermo              | Italië                               |
| 2014 (71ste editie) | Alba Rohrwacher            | Hungry Hearts                  | Italië                               |
| 2015 (72ste editie) | Valeria Golino             | Per amor vostro                | Italië                               |
| 2016 (73ste editie) | Emma Stone                 | La La Land                     | Verenigde Staten                     |
| 2017 (74ste editie) | Charlotte Rampling         | Hannah                         | Verenigd Koninkrijk                  |
| 2018 (75ste editie) | Olivia Colman              | The Favourite                  | Verenigd Koninkrijk                  |
| 2019 (76ste editie) | Ariane Ascaride            | Gloria Mundi                   | Frankrijk                            |
| 2020 (77ste editie) | Vanessa Kirby              | Pieces of a Woman              | Verenigd Koninkrijk                  |
| 2021 (78ste editie) | Penélope Cruz              | Madres paralelas               | Spanje                               |
| 2022 (79ste editie) | Cate Blanchett             | Tár                            | Australië                            |
| 2023 (80ste editie) | Cailee Spaeny              | Priscilla                      | Verenigde Staten                     |
| 2024 (81ste editie) | Nicole Kidman              | Babygirl                       | Australië                            |